# Manoir de Graffard
Le manoir de Graffard ou Graffart, est une demeure du XVIe siècle, remaniée au XVIIIe siècle, qui se dresse sur l'ancienne commune française de Barneville, dans le département de la Manche, en région Normandie. L'édifice est partiellement inscrit au titre des monuments historiques.

## Localisation
Le manoir est situé au lieu-dit « Graffard », à flanc de coteau, en bordure de l'ancien grand chemin de Barneville à Bricquebec, à un kilomètre au nord-est de l'église Saint-Germain de Barneville-sur-Mer, au sein de la commune de Barneville-Carteret, en Cotentin, dans le département français de la Manche. Le fort de Graffard commandait l'entrée du havre de Carteret

## Historique
Le plus ancien possesseur connu du fief de Graffard, dont relevait une partie du territoire de Barneville, est un certain Geoffroy de Graffart cité dans les dernières années du XIIe siècle.
Au XIVe siècle, la maison forte de Graffart de par sa position géographique comme point de surveillance du havre de Carteret eut un rôle stratégique important lors de la guerre de Cent Ans. Vers 1356/1360, la place est tenu par les Anglais qui devaient la rendre aux Français à la suite du traité de Brétigny, mais ne l'évacuèrent que vers le mois de juillet 1361, après avoir demandé la somme de 2 000 écus pour sa restitution, comme il est noté dans les comptes de Jean Climence, trésorier du roi de Navarre.
Au XIVe siècle, le fief de Graffard est la possession de la famille Lefebvre de Graffart qui le conservera jusqu'au début du XVIe siècle.
Le manoir à la veille de la Révolution n'était déjà plus qu'une ferme. Entre 1810 et 1840, le domaine était affermé à dix cultivateurs. En 1832, dans une séance du conseil municipal il est dit : « L'ancien château de Graffard est dans un état qui nécessite de grands frais d'entretien ». Le manoir échut par mariage à la famille Desfriches, comte Doria, qui s'en sépara en 1920.

## Seigneurie de Graffart
Le seigneurie, quart de fief de haubert, qui était tenue directement du roi sous la vicomté de Carentan, avait des extensions sur les paroisses de Saint-Georges-de-la-Rivière et Saint-Jean-de-la-Rivière. Relevaient de la seigneurie des moulins à eau et à vent, des pêcheries, et « des salines, mondins et grèves ». Dans le bourg de Barneville se dressait le colombier et dont les tenanciers devaient deux douzaines de pigeons ou six sols. Son seigneur avait également le droit de gravage et varech.
Robert Lefebvre de Graffard est cité en 1415 et vers 1418 « lors âgé de 95 ans » il se retire au château de Bricquebec « pour la tuition et desfense du pays et conservation à l'obaissance de Sa Majesté, pour résister aux pilleries et incursions des Angloys ayant faict descente en France ». Le 13 mars 1418, le roi d'angleterre Henri V donne le château de Bricquebec à Guillaume comte de Suffolk. Le duc de Bedford confisque alors les biens de Robert Lefebvre de Graffard au profit de Jehan Granelay, mais par lettres patentes du roi d'Angleterre, compte tenu de son grand âge, « en considération de son antiquité de 95 ans, ne pouvant plus porter les armes et usé de vieillesse », il est remis en possession de ses biens. C'est son fils aîné, Michel Lefebvre de Graffard, contrôleur de la place de Cherbourg en 1435 pendant l'occupation anglaise, qui hérite. Il est reconnu noble en 1463 lors de la recherche de noblesse de Montfaut. En 1527, c'est Nicolas Lefebvre de Graffard, fils ou petit-fils de Michel, qui est seigneur de Graffard. Il n'aura qu'une fille Catherine Lefebvre de Graffard qui épouse Richard du Moustier, écuyer, seigneur de Tombeville. En 1534, Catherine, veuve de Richard, dame de Graffard, rend aveu au roi pour le fief de Graffard « le cinquiesme jour de mars l'an mil cinq cens trente quatre avant Pasques ». La terre passe ensuite à son fils, Jean du Moustier. Selon des notes du chanoine Couppey, Jean du Moustier aurait vendu la terre de Graffard à noble Jacques Pitteboult, par contrat du 24 avril 1544 passé devant Le Biez, tabellion, pour le prix de 3 450 livres tournois et 15 écus de vin,.
Jacques Pitteboult († av. 1554), écuyer, époux de Jeanne de La Luthumière, était également vicomte de Saint-Sauveur-le-Vicomte, seigneur de Gonneville (1523) et de la Roquelle (1550) (cf. Saint-Jacques-de-Néhou),. C'est son fils, Pierre Pitteboult († 20 mai 1631), écuyer, qui probablement construisit le logis seigneurial du manoir actuel vers 1574-1575, lors des guerres de Religion. En 1598, par la recherche de Roissy, il est reconnu noble ainsi que ses deux fils, Pierre et Jean. Son fils aîné, Pierre, sera à son tour en possession de la seigneurie de Graffard pour laquelle il fait hommage le 26 novembre 1604, et aveu le 18 mars 1605. Également seigneur de Saint-Georges, il décèdera entre 1635 et 1640 sans postérité. C'est son frère, Jean, qui lui succède.
Jean Pitteboult, écuyer, rendra hommage pour Graffard le 26 mars 1613 et aveu le 15 mars 1621. En 1640, il est cité dans l'état de la noblesse et sera inhumé le 10 mars 1649 dans le chœur de l'église de Barneville. De son union avec Jeanne des Fontaines († 1666) il eut François Pitteboult, seigneur de Graffard et de Saint-Jean-de-la-Rivière en 1660. François Pitteboult fit aveu de Graffard le 28 octobre 1680. Trésorier de la paroisse, il avait donné, en 1657 ou 1658, à l'église de Barneville une rente foncière de 7 livres pour l'entretien de la chapelle Saint-Sébastien. De son mariage avec Charlotte Thomas, il eut : Charles-Robert, qui suit, Jeanne-Marie, et Charlotte,.
Charles-Robert Pitteboult (…1669-1704…), écuyer, sera seigneur de Graffard, de Sortosville-en-Beaumont et en partie de Saint-Georges-de-la-Rivière. De son mariage avec Renée Le Cygne de Ponthierry il eut : Germaine (° 13 juin 1681), François (° 6 septembre 1684), écuyer, seigneur de Sortosville-en-Beaumont et Saint-Georges-de-la-Rivière en partie, mort sans postérité, et Pierre, qui suit.
Pierre Pitteboult (21 juin 1685 - 29 février 1740), écuyer, est seigneur de Graffard pour lequel il fait aveu le 21 avril 1712. Le 19 janvier 1712 il avait épousé, en l'église Saint-Malo de Valognes, Madeleine de Cussy († 1769), fille de Jean-René de Cussy, chevalier, seigneur d'Armanville (cf. Saint-Cyr), Theurthéville, Nouainville, Montfiquet et autres lieux, lieutenant du roi « ès ville et chasteau de Valloingnes »,. Pierre, inhumé le 29 février 1740 dans le chœur de l'église de Barneville, avait eu de son mariage avec Madeleine de Cussy : Charles-Pierre-François (1er novembre 1712-3 décembre 1712), Pierre-Georges-François-Robert, qui suit, Charles-François (° 1717, mort en bas âge), Jean-François Charles (° 1718, mort en bas âge), Madeleine (1719-novembre 1769).
C'est Pierre-Georges-François-Robert de Pitteboult (1er novembre 1712-1764), époux de Anne-Catherine-Jacqueline de Hennot du Rosel († 22 brumaire an IV (13 novembre 1795) à Valognes), qui fait aveu de Graffard le 5 avril 1742, de Sortosville-en-Beaumont le 6 mai 1748, de Barneville en 1747, et est seigneur d'Écausseville et de Saint-Georges-de-la-Rivière en partie,, et qui décéda sans postérité en 1764 au château d'Écausseville et est inhumé le 5 mai dans le chœur de l'église de Barneville,. 
L'héritage passe à sœur Madeleine Pitteboult (° 1719), fille du défunt Pierre Pitteboult et de noble dame Madeleine de Cussy, qui avait épousé le 3 décembre 1740, dans la chapelle seigneuriale, Jean-Baptiste François Rossignol, écuyer, seigneur de Carteret, fils de Robert Le Rossignol, seigneur et patron de Carteret, conseiller du Roi, lieutenant civil et criminel au bailliage de Saint-Sauveur-le-Vicomte et de noble dame Barbe Dancel de Quinéville,. Elle meurt en 1769 au château d'Écausseville et est inhumée le 11 novembre, par le curé de Saint-Georges-de-la-Rivière, dans le haut de la nef de l'église de Barneville.
C'est Marie-Bernadine de Hennot du Rosel (° 1750), une cousine, qui hérita des biens de la famille Pitteboult. Marie-Bernadine était la fille de Pierre-François de Hennot et de Bernardine-Louise-Françoise Cabieul. Ce même Pierre-François était l'un des deux enfants de Georges-Robert-Louis de Hennot du Rosel et de Germaine Pitteboult de Graffard,.
Le 8 septembre 1764, Marie-Bernadine épousa Jérôme-Frédéric Bignon (1747-1784), conseiller au Parlement, bibliothécaire du roi et membre de la Société des Inscriptions et Belles Lettres, qui devient ainsi seigneur de Graffard, mais qui ne séjourna que rarement au manoir. C'est Me Jean-Louis Chellé, avocat au Parlement de Paris et M. Michel de Ventigny, sieur de La Duranderie, qui résidait à Graffard, géraient les biens importants : fiefs de Barneville, Graffard, Le Rozel, Sortosville-en-Beaumont, Saint-Georges-de-la-Rivière en partie et d'autres biens, et des propriétés, dont le château d'Écausseville, s'étendant sur douze autres paroisses du Cotentin.
Jérôme-Frédéric Bignon mourut à Paris, paroisse Saint-Eustache, le 2 avril 1784, et sa veuve épousa, en 1791, M. Hypolite Berthelot de la Villheurnoy. Son nom figurant sur la liste des émigrés, ses biens furent confisqués, alors qu'elle résidait à Soissons. Après avoir obtenu difficilement sa radiation de la liste elle finit par rentrer dans ses biens en 1800. En 1821, M. et Mme de La Villheurnoy était encore en possession de Graffard. Pauline-Mélanie-Louise Bignon, petite fille de Jérôme-Frédéric Bignon et Marie-Bernadine du Hennot, qui avait épousé, le 5 mai 1820, Stanislas-Philippe-Henri Desfriches (1787-1866), marquis Doria, hérita de Graffard, qui passa ensuite aux mains de son fils Armand-Paul Desfriches, comte Doria (1824-1896), châtelain d'Orrouy, membre de l'Institut de France. Le fils de ce dernier, Paul Prudent Desfriches, comte Doria, vendra Graffard le 11 septembre 1920, devant Me Louis Vrac, notaire à Barneville.

## Description
Du Moyen Âge, il reste peu de vestiges, sinon une partie de l'enceinte extérieure. Elle se présente sous une forme carrée de 65 mètres de côté. On pénètre dans la cour par une double porte, charretière et piétonne toutes deux en arc en plein cintre, flanquée à gauche d'une tourelle défensive, percées de trous à fusil permettant le tir au ras de la muraille et vers le porche d'entrée. Elle a perdu une partie de son élévation ainsi que sa toiture en poivrière. Sa partie haute servait de colombier. Sur la droite du porche, une grosse tour circulaire, peu saillante et dont il subsiste quelques traces dans la muraille, devait être le grand colombier du manoir. En poursuivant de ce côté, et après avoir cheminé au pied du mur d'enceinte réduit au quart de sa hauteur on atteint l'angle sud-est flanqué d'une tourelle en poivrière à laquelle on accédait par le premier étage de la charreterie. Les bâtiments de part et d'autre de l'entrée correspondent aux communs ; celui de gauche, une vaste grange, avec aire à battre, percée côté cour d'une grande porte en anse de panier pour le passage des charrettes, aujourd’hui bouchée. À droite le bâtiment des communs, haut d'un étage avec un escalier extérieur, abrite le cellier, la charreterie avec ses quatre grandes arcades en plein cintre reposant sur des piliers carrés surmontés d'un larmier et l'écurie percée d'une porte haute permettant de rentrer à cheval. La date de 1663 avec François Pittebout et Charlotte Thomas est inscrite. Le reste de la cour est ceinte de hautes murailles avec dans l'angle nord-est encore une tourelle en élévation alors que celle qui flanquait la muraille côté sud est aujourd'hui détruite.
Le logis érigé pendant les guerres de Religion, probablement par Pierre Pitteboult en 1574-1575, et en partie ruiné au XIXe siècle, s'appuie sur un des côtés de l'enceinte et fait face à l'entrée. Des quatre pavillons qui l'encadraient, trois ont disparu. L'édifice est en partie construit sur des caves voûtées d'arêtes dont les arcs reposent sur des piliers carrés. Ces caves présentent une certaine analogie avec celles du manoir de Saint-Christophe-du-Foc. La façade principale, côté cour, avec frontons triangulaires et pilastres, inspirée de l'art de l'architecte Serlio, entré en France vers 1550, porte à droite des traces de reprise de maçonnerie et à gauche les parties ruinées. À noter l'insertion de l'escalier rampe sur rampe dans la travée centrale en lieu et place de la traditionnelle tour d'escalier hors œuvre, généralement située en façade arrière du logis.
Le manoir possédait autrefois une chapelle seigneuriale dédiée à saint Michel encore utilisée en 1740.
Face au logis seigneurial, en haut de la cour, sur un ancien puits, qui assurait l’approvisionnement en eau, a été posé un bloc de calcaire, probablement de Valognes, sculpté avec la date de 1744 et les armes de la famille Pitteboult : d'argent au chevron de gueules chargé de trois (allias six) sautoirs d'argent et accompagné de trois roses de gueules deux et un,.
Devant l'entrée du logis, git un vieux canon brisé de la première moitié du XVIe siècle. Il arbore sur le méplat supérieur un léger relief, venu de fonderie, représentant la salamandre, l'emblème de François Ier. Ce canon, dont la gueule a été brisée en biseau, ainsi que le bouton de culasse, serait une « couleuvrine bastarde », qui tirait des boulets de 7 livres ¼ (3,549 kg) à raison de douze coups par heure. Le tube octogonal en fonte de fer qui devait peser environ 1 233 kg nécessitait treize chevaux pour le conduire, douze pionniers et deux canonniers pour le servir.

## Protection
Le logis, y compris la partie ruinée avec les caves voûtées d'arêtes et la porte rustique, et les éléments décoratifs dispersés dans la cour ; les façades et toitures des communs, y compris les murailles de clôture, les tourelles et le porche ; le potager et ses murs de clôture sont inscrits au titre des monuments historiques, par arrêté du 16 juin 1995.